# EF Education First Pro Cycling/2019
Deze pagina geeft een overzicht van de Team EF Education First UCI World Tour wielerploeg in 2019.

## Algemeen
Algemeen manager: Jonathan Vaughters
Teammanager: Charles Wegelius
Ploegleiders: Johnny Weltz, Juan Manuel Gárate, Bingen Fernández, Fabrizio Guidi, Andreas Klier en Eric Van Lancker
Fietsen: Cannondale

## Renners
| Naam                | Geboortedatum | Nationaliteit       | Ploeg 2018                                           |
| ------------------- | ------------- | ------------------- | ---------------------------------------------------- |
| Sean Bennett        | 31-03-1996    | Verenigde Staten    | Hagens Berman Axeon                                  |
| Julius van den Berg | 23-10-1996    | Nederland           |                                                      |
| Alberto Bettiol     | 29-10-1993    | Italië              | BMC Racing Team                                      |
| Matti Breschel      | 31-09-1984    | Denemarken          |                                                      |
| Nathan Brown        | 07-07-1991    | Verenigde Staten    |                                                      |
| Jonathan Caicedo    | 28-04-1993    | Ecuador             | Medellín                                             |
| Hugh Carthy         | 09-07-1994    | Verenigd Koninkrijk |                                                      |
| Simon Clarke        | 18-07-1986    | Australië           |                                                      |
| Lawson Craddock     | 20-02-1992    | Verenigde Staten    |                                                      |
| Mitchell Docker     | 02-10-1986    | Australië           |                                                      |
| Joseph Dombrowski   | 12-05-1991    | Verenigde Staten    |                                                      |
| Sergio Higuita      | 01-08-1997    | Colombia            | vanaf 1 juli 2019; Manzana Postobón Team             |
| Moreno Hofland      | 31-08-1991    | Nederland           | Lotto-Soudal                                         |
| Alex Howes          | 01-01-1988    | Verenigde Staten    |                                                      |
| Tanel Kangert       | 11-03-1987    | Estland             | Astana Pro Team                                      |
| Sebastian Langeveld | 17-01-1985    | Nederland           |                                                      |
| Daniel Martínez     | 25-04-1996    | Colombia            |                                                      |
| Daniel McLay        | 03-01-1992    | Verenigd Koninkrijk |                                                      |
| Sacha Modolo        | 19-06-1987    | Italië              |                                                      |
| Lachlan Morton      | 02-01-1992    | Australië           | Team Dimension Data                                  |
| Logan Owen          | 25-03-1995    | Verenigde Staten    |                                                      |
| Taylor Phinney      | 27-06-1990    | Verenigde Staten    |                                                      |
| Thomas Scully       | 14-01-1990    | Nieuw-Zeeland       |                                                      |
| Rigoberto Urán      | 26-01-1987    | Colombia            |                                                      |
| Tejay van Garderen  | 12-08-1988    | Verenigde Staten    | BMC Racing Team                                      |
| Sep Vanmarcke       | 27-07-1988    | België              |                                                      |
| Luis Villalobos     | 26-06-1998    | Mexico              | vanaf 1 juli 2019; Aevolo                            |
| James Whelan        | 11-07-1996    | Australië           | Drapac - EF p/b Cannondale Holistic Development Team |
| Michael Woods       | 12-10-1986    | Canada              |                                                      |

### Vertrokken
| Naam             | Geboortedatum | Nationaliteit | Ploeg 2019                  |
| ---------------- | ------------- | ------------- | --------------------------- |
| Brendan Canty    | 17-08-1992    | Australië     | ?                           |
| Julián Cardona   | 19-01-1997    | Colombia      | Androni Giocattoli-Sidermec |
| Will Clarke      | 11-04-1985    | Australië     | Trek-Segafredo              |
| Kim Magnusson    | 31-08-1992    | Zweden        | Riwal-Readynez Cycling Team |
| Daniel Moreno    | 05-09-1981    | Spanje        | gestopt                     |
| Pierre Rolland   | 10-10-1986    | Frankrijk     | Vital Concept-B&B Hotels    |
| Tom Van Asbroeck | 19-04-1990    | België        | Israel Cycling Academy      |

## Overwinningen
| Nationale kampioenschappen wielrennen Colombia - tijdrit: Daniel Martínez Ecuador - tijdrit: Jonathan Caicedo Ecuador - wegrit: Jonathan Caicedo Verenigde Staten - wegwedstrijd: Alex Howes Herald Sun Tour 1e etappe: Daniel McLay 2e etappe: Michael Woods Tour Colombia 1e etappe (ploegentijdrit): *1) Ploegenklassement: *1) Ronde van de Provence Puntenklassement: Simon Clarke Ronde van de Haut-Var 1e etappe: Sep Vanmarcke | Parijs-Nice 7e etappe: Daniel Martínez Tirreno-Adriatico Ploegenklassement: *2) Ronde van Vlaanderen Alberto Bettiol Ronde van Romandië Ploegenklassement: *3) Ronde van Californië Ploegenklassement: *4) Ronde van Zwitserland 9e etappe: Hugh Carthy Bergklassement: Hugh Carthy | Ronde van Utah 5e etappe: Lachlan Morton 6e etappe: Joe Dombrowski Ploegenklassement: *5) Bretagne Classic Sep Vanmarcke Ronde van Spanje 18e etappe: Sergio Higuita Milaan-Turijn Michael Woods Ronde van Guangxi 2e etappe: Daniel McLay |

*1): Ploeg Tour Colombia: Brown, Craddock, Howes, Martínez, Phinney en Urán
*2): Ploeg Tirreno-Adriatico: Bettiol, Clarke, Kangert, Langeveld, Modolo, Phinney en Vanmarcke
*3): Ploeg Ronde van Romandië: Brown, Caicedo, Carthy, Dombrowski, Kangert, Martínez en Woods
*4): Ploeg Ronde van Californië: Craddock, Higuita, Howes, Morton, Phinney, Urán en Van Garderen
*5): Ploeg Ronde van Utah: Craddock, Dombrowski, Howes, Martínez, Morton, Whelan
Mannen: 2005 · 2006 · 2007 · 2008 · 2009 · 2010 · 2011 · 2012 · 2013 · 2014 · 2015 · 2016 · 2017 · 2018 · 2019 · 2020 · 2021 · 2022 · 2023 · 2024 · 2025
Vrouwen: 2024 · 2025
AG2R-La Mondiale · Astana Pro Team · Bahrain-Merida · BORA-hansgrohe · CCC Team · Deceuninck–Quick-Step · EF Education First · Groupama-FDJ · Lotto Soudal · Mitchelton-Scott · Movistar Team · Team Dimension Data · Team Jumbo-Visma · Team Katjoesja Alpecin · Team INEOS (Team Sky) · Team Sunweb · Trek-Segafredo · UAE Team Emirates